# شو ناروش
شو ناروش (باليابانية: 成岡 翔) (31 مايو 1984 في شيمادا في اليابان – )؛ هو لاعب كرة قدم ياباني سابق كان يلعب كلاعب وسط.

## وصلات خارجية
- شو ناروش على موقع الاتحاد الدولي (مؤرشف)  (الإنجليزية)
- شو ناروش على موقع رابطة كرة القدم اليابانية للمحترفين (اليابانية)
- شو ناروش على موقع قاعدة بيانات كرة القدم.إي يو (الإنجليزية)
- شو ناروش على موقع Soccerway.com (الإنجليزية)
- شو ناروش على موقع عالم كرة القدم.نت (الإنجليزية)
- شو ناروش على موقع كووورة